# Mišica dvigalka ustnega kota
Mišica dvigalka ustnega kota (lat. M. levator anguli oris) je pasata mišica globokega sklada osrednjega dela obraza. Izvira z zgornjega robu podočnikove vdolbine tik pod infraorbitalno odprtino na zgornji čeljustnici, poteka lateralno navzdol in se pripenja v kožo nad priležnim ustnim kotom. Njena funkcija je potezanje ustnega kota medialno in navzgor, s čimer omogoča poglobitev nosnoustnične brazde. Gib je izrazit zlasti pri izražanju občutka žalosti. Mišico vzdolž celotnega poteka prekrivajo ostale mimične mišice, ki se končujejo v koži priležnega ustnega kota.